# 大日本史 (小惑星)
大日本史（だいにほんし、34995 Dainihonshi）は、小惑星帯に位置する小惑星の1つである。長野県木曽町で香西洋樹と古川麒一郎によって発見された。名前は歴史書の『大日本史』にちなむ。